# Chlorobenzen
Chlorobenzen là một hợp chất hữu cơ thơm với công thức hóa học C6H5Cl. Chất lỏng không màu dễ cháy này là một dung môi thông thường và được sử dụng rộng rãi trong quá trình sản xuất các hóa chất khác.

## Ứng dụng

### Lịch sử
Ứng dụng chính của chlorobenzen là chất trung gian trong sản xuất các hàng hoá như thuốc diệt cỏ, thuốc nhuộm và cao su. Chlorobenzen cũng được sử dụng như một dung môi có nhiệt độ sôi cao trong nhiều ứng dụng công nghiệp cũng như trong phòng thí nghiệm. Chlorobenzen được nitrat hóa ở quy mô lớn để tạo ra hỗn hợp 2-nitrochlorobenzene và 4-nitrochlorobenzene, sau đó chúng được tách ra. Các mononitrochlorobenzene này được chuyển đổi thành 2-nitrophenol, 2-nitroanisole, bis (2-nitrophenyl) disulfua, và 2-nitroaniline do phản ứng thế ái nhân của gốc chloride, tương ứng là natri hydroxide, natri metoxide, natri disulfua, và amonia. Các chuyển đổi của các dẫn xuất 4-nitro cũng diễn ra tương tự.
Chlorobenzen đã từng được sử dụng trong quá trình sản xuất một số thuốc trừ sâu, đáng kể nhất là DDT, bằng phản ứng với chloral (trichloroacetaldehyde), nhưng ứng dụng này đã giảm khi DDT bị hạn chế sử dụng. Vào một thời điểm, chlorrobenzen là tiền chất cho quá trình sản xuất phenol:
C6H5Cl  +  NaOH  →   C6H5OH  +  NaCl
Sản phẩm phụ của phản ứng này là muối ăn.

## Sản xuất
Chất này được mô tả lần đầu tiên vào năm 1851. Chlorobenzen được sản xuất bằng cách chlor hóa benzen với sự có mặt của một acid Lewis làm xúc tác, như sắt(III) chloride, sulfur dichloride, và nhôm chloride:
Chất xúc tác làm tăng mức độ ái điện tử của chất chlor. Vì chlor có độ điện âm, C6H5Cl giảm mức độ phản ứng đối với việc chlor hoá thêm nữa. Về công nghiệp, phản ứng được tiến hành như một quá trình liên tục để giảm thiểu sự hình thành các dichlorrobenzen.

### Trong phòng thí nghiệm
Chlorobenzen có thể được sản xuất từ anilin thông qua benzenediazonium chloride, phương pháp này được gọi là phản ứng Sandmeyer.

## An toàn
Chlorobenzen có độc tính thấp đến vừa phải với chỉ số LD50 là 2.9 g/kg. Cơ quan an toàn và sức khoẻ nghề nghiệp Hoa Kỳ đã thiết lập một giới hạn cho phép tiếp xúc tại 75 ppm (350 mg/m³) trong thời gian trung bình 8 giờ đối với công nhân xử lý chlorrobenzen.